# Stenocephalemys ruppi
Stenocephalemys ruppi är en däggdjursart som först beskrevs av Van der Straeten och Fritz Dieterlen 1983.  Stenocephalemys ruppi ingår i släktet Stenocephalemys och familjen råttdjur. Inga underarter finns listade i Catalogue of Life.
Arten är med en kroppslängd (huvud och bål) av 124 till 138 mm och en svanslängd av 143 till 179 mm en medelstor gnagare. Den har cirka 31 mm långa bakfötter och ungefär 24 mm stora öron. Viktuppgifter saknas. Håren som bildar ovansidans päls är mörkgråa vid roten och sandbruna vid spetsen vad som ger ett sandbrunt utseende. En gul kant skiljer ovansidans pälsfärg tydlig från den ljusgråa undersidan. Andra kännetecken är gråa öron, vita framtassar, vita bakfötter som kan ha en mörk fläck på ovansidan och en grå svans som är lite ljusare på undersidan. Honor har 6 spenar vid främre buken och 4 spenar vid ljumsken.
Denna gnagare förekommer i södra Etiopiens högland mellan 2700 och 3200 meter över havet. Den lever i skogar och buskskogar. Individerna är främst nattaktiva och de äter huvudsakligen frön och bär.
I regionen omvandlas det ursprungliga landskapet till jordbruks- och betesmarker. Hur beståndet påverkas är inte känt. Fram till 2016 hittades endast nio individer. IUCN listar arten med kunskapsbrist (DD).